# Adenosín monofosfato

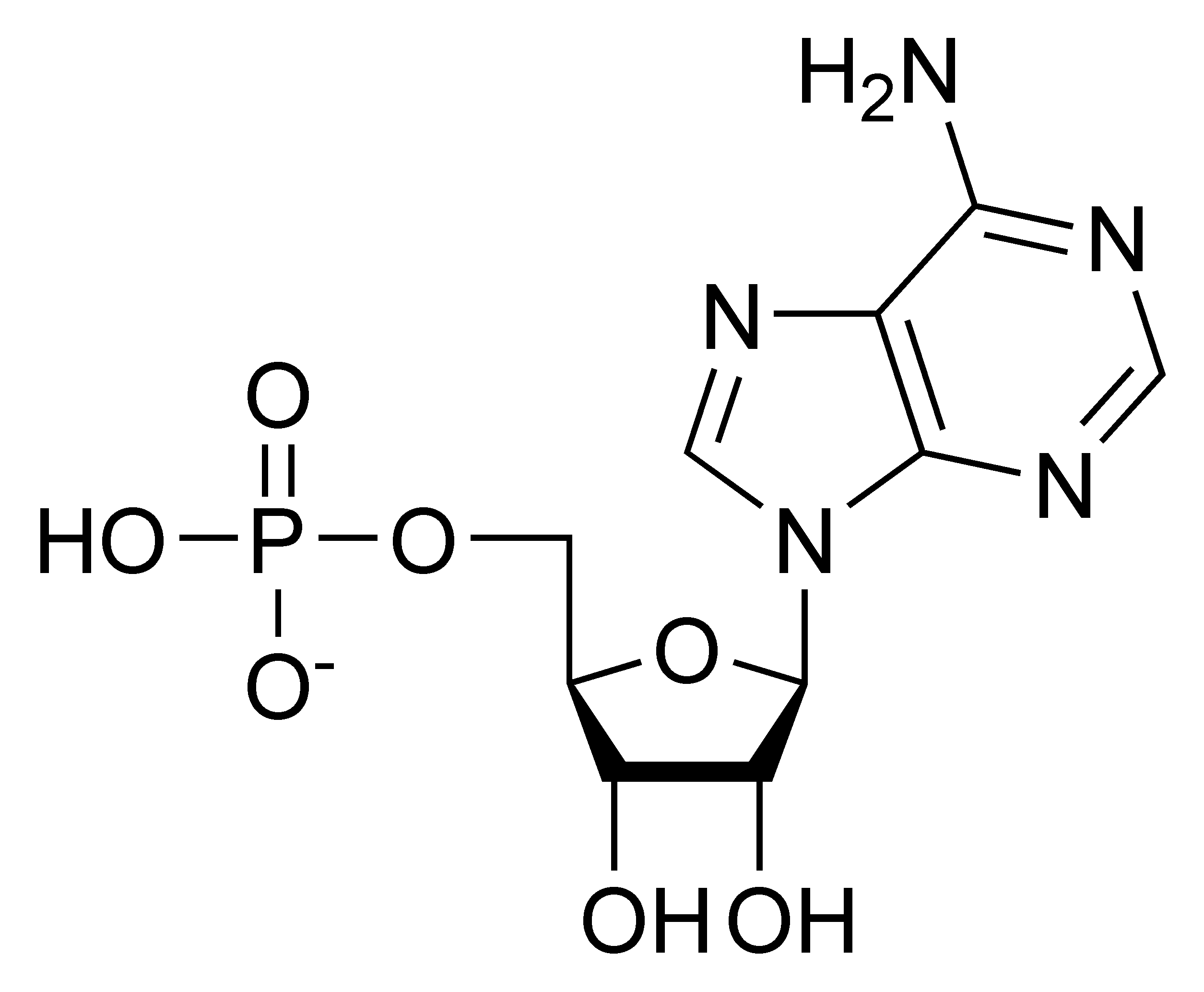
Estructura química del AMP.

Adenosín monofosfato, abreviado AMP, es un éster de ácido fosfórico con un nucleósido adenosina. El AMP está formado por fosfato, ribosa, y adenina.
Su fórmula es C10H14N5O7P

## Producción y degradación
2 ADP → ATP + AMP
También se puede producir por hidrólisis de  ADP:
ADP → AMP + fosfato
o por hidrólisis de ATP para crear AMP y pirofosfato:
ATP → AMP + pirofosfato
Cuando el ARN se rompe, se forman monofosfatos de nucleósidos, incluido el adenosín monofosfato.
El AMP puede volver a convertirse en ATP de este modo:
AMP + ATP → 2 ADP (adenilato kinasa en sentido opuesto)
2 ADP + 2 fosfatos → 2 ATP (este paso suele ser realizado en aerobios por la acción del ATP-sintetasa durante la fosforilación oxidativa)
Puede transformarse en inosín monofosfato por la enzima mioadenilato deaminasa, liberando un grupo amonio.
En el proceso del catabolismo, el AMP puede convertirse en ácido úrico, que es luego expulsado del organismo.
El AMP también puede aparecer en forma de una estructura conocida como adenosín monofosfato cíclico. En ciertas células la adenilato ciclasa crea AMPc a partir de ATP, en un proceso regulado por hormonas como la adrenalina o el glucagón. El AMPc tienen una función importante en la señalización intracelular.

## Aplicaciones como supresor del amargor
Al gusto humano, las cualidades de supresión del amargor se traducen en la apariencia más dulce de la comida. Esto permite que los productos bajos en calorías sean más agradables, lo que transforma el AMP en una buena solución para los productores de alimentos para responder a las creciente preocupación por la obesidad. El AMP ha sido aceptado en Estados Unidos como aditivo alimentario.[cita requerida]